# الدين البورمي الشعبي

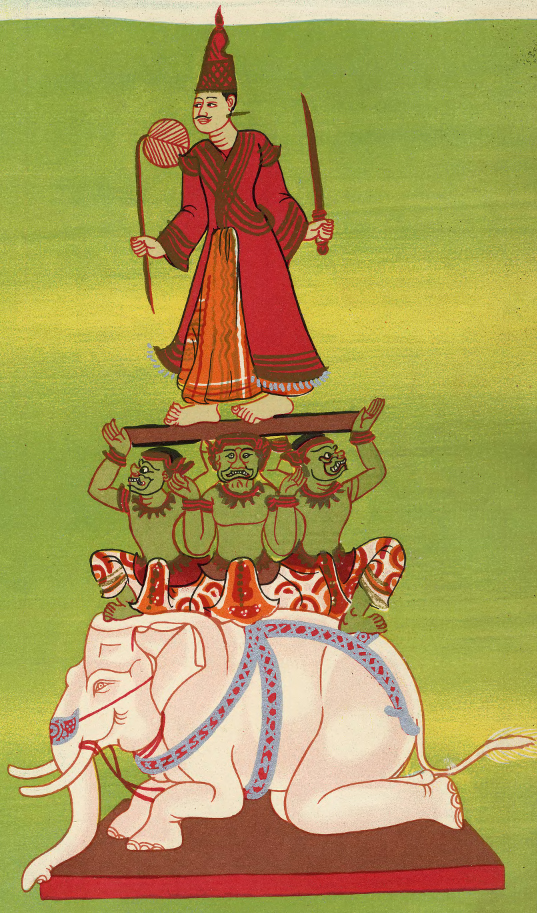
النات ماهاغيري (မင်းမဟာဂီရိ)

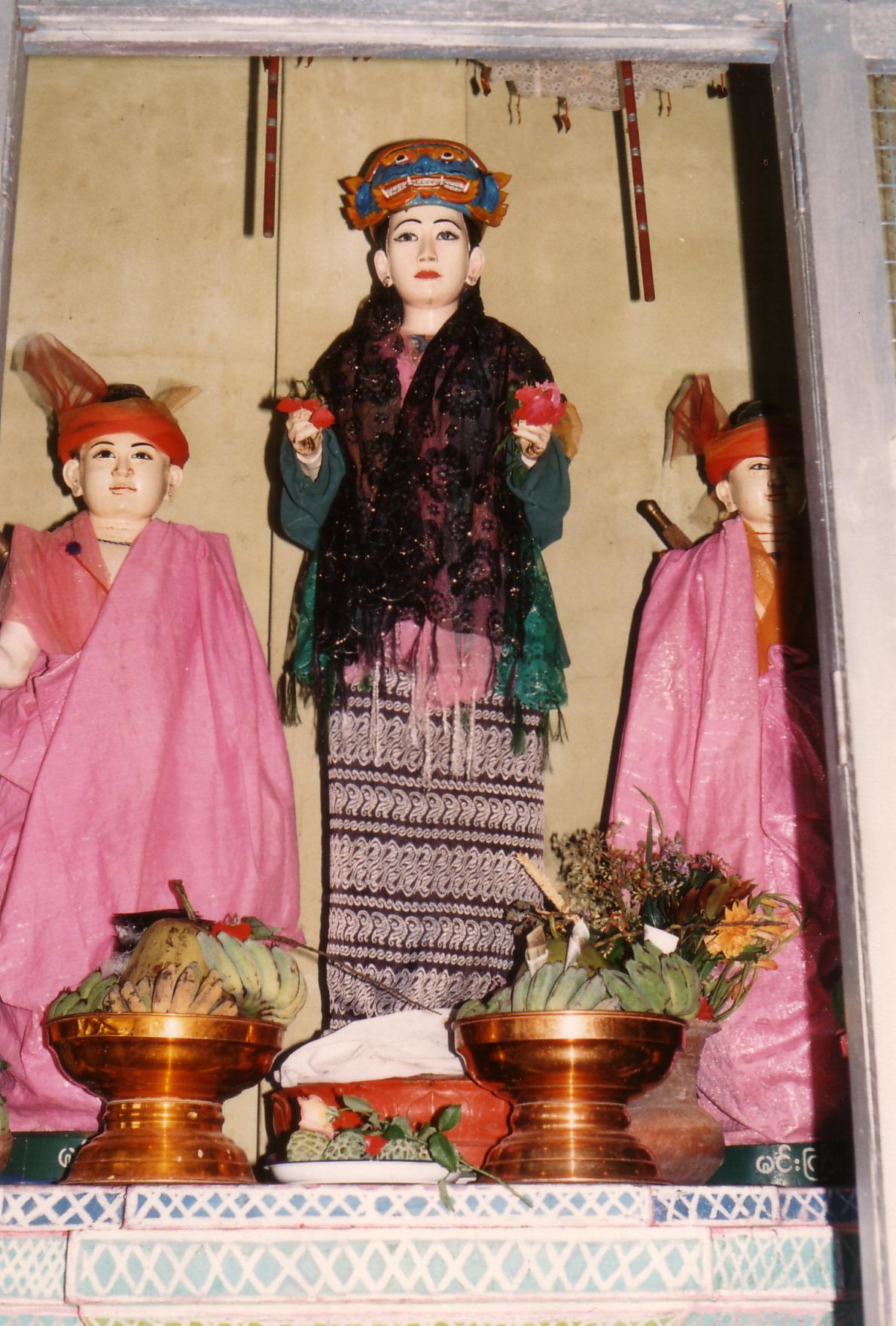
النات مي وونا مع أبنائها مين غيي ومين لاي في جبل بوبا

الدين البورميّ الشعبيّ هو دين متعدد الآلهة وأرواحي الذي يُعْبَد به النِّيتان (جمع نات، وهم الآلهة المحلّيّة وهندوسية الأصل) والأسلاف في بورما (ميانمار). مع أن المعتقدات في النيتان تختلف باختلاف المناطق والقرى في بورما، فإنّ لهم حفنة من العقائد الموحَّدة في الدين البورميّ الشعبيّ.
النات هو روحٌ أو إله يشبه الإنسان في الشكل ويحمي عادةً الأشياء ويحافظ عليها. قد يتحول الناس بموتهم إلى نيتان (طالع كامي لمعتقد مشابه).
يكونُ للذين يصبحون نيتانًا موتٌ شنيع عنيف يفسّر طبيعتهم الانتقاميّة. يعتقَد أيضًا أن للنيتان القدرة على السيطرة على الحيوانات كالنمور أو التماسيح. يمكن كذلك أن توجَد هذه الأرواح في الطبيعة كأن توجد في الأشجار والصخور. يُنظَر إلى معظم هؤلاء النيتان على أنهم مُزعِجون وغُضُب. لذا يجب تهدئتهم وتقديم الطعام والقرابين لهم.
تحمي ناتٌ تُدعى أوكتازوانغ الكنوز والثروات. يفهم العوامّ أن هذه الأوكتازوانغ تغوي الرجال بالكنوز، كما تفعل سيرينا في أساطير الإغريق. إذا قبضت الأوكتازوانغ على الضحية فإنها تأخذ مكانها ويمكن عندها أن تطوف كما تريد، ولكن عشرين عاما فقط، لا بدّ بعدها أن تعود إلى كنزها. يكون للقرية عادةً روحٌ حامية تُسمّى «بو بو غيي».

## التاريخ والأصول
لا تُعرف على وجه التحديد أصول الدين البورمي الشعبي وعبادة النيتان. لكنّ ما نعرفه أن عبادة النيتان كانت في عهد الملك آناوراهتا (1044-1077) شائعة منتشرة. وكان أن أزعجه انتشار هذه العبادة فحاول أن يقضي عليها. استمر الناس في عبادة النيتان، فأمر الملك بتحطيم كل تماثيلهم وصُوَرهم. ومع هذا فلم يزل الناس يعبدونهم، متّخذين من جوزة هندٍ رمزًا لهم. إذ في تمثال النات العاديّ توجد جوزة هندٍ تمثّل القربان المقدم إلى النات كما تمثّل النات نفسه.
أدرك الملك بعد ذلك أن ليس في يده إنهاء عبادة هؤلاء النيتان، فجعل قائمةً من 37 منهم، وغيّر اسم الرئيس منهم، ثاغيامن، وهو اسم من أصل بوذي. ووضع تماثيل للديفا أمام النيتان. رمز هذا إلى تفضيله البوذيّة على الدين الشعبيّ. ولكن عبادة النيتان استمرّت على رغم المعارضة المستمرة. يشهد على استمرار الدين البورمي الشعبي إلى اليوم حقيقة أن الوزير الأول لبورما في أواسط القرن العشرين «يو نو»، أقام ضريحًا ناتيًّا كما أقام ضريحًا بوذيًّا. استمرّ تقبّل النيتان في فترة النظام الاشتراكي (1962-1968).

## الناتكاداو والناتبو
لكلّ قرية فردٌ هو النات-كاداو فيها. هذا الفرد هو رئيس المراسم الناتيّة، وهو كالشامان. ينظّمون عادةً المهرجانات التي تسمّى الناتبوات، وهي مكرَّسة للتفاعل مع النيتان. للناتكاداو القدرة على أن تسيطر عليه النيتان. وما إن يُمَسّ بهم حتى يتغير صوته ويرقص رقصًا دقيقًا مدروسًا. هذه الرقصة مغضوبٌ عليها لأنها ترتكز على العبث والانحلال من القيود. هذه الرقصة وإن لم يكن لها أفضل السمعات بين الرقصات، فإنها مفضَّلة جدًا. غالبًا عندما تُقَرَّب القرابين إلى النيتان فإنها تُعطى مباشرة إلى الناتكاداو الذي يعتقدون أن ناتًا يحكمه. في المهرجان يطلب الناتاكاداو عادةً المال. يُدفَع بعض هذا المال إلى الأوركسترا في المهرجان، ويحتفظ الناتكاداو ببعضه الآخر.
ومع أن هذه الرقصات يُنظَر إليها على أنها ماجنة، فإن الناتكاداوات متديّنون جدًا. إذ لا يزالون يتبعون مبادئ البوذية (المبادئ الخمسة) وهم يتفاعلون في الوقت نفسه عن قربٍ مع هؤلاء النيتان. كثيرًا ما يمكن أن يعاقب ناتٌ معيّن ناتكاداوًا. عند ذلك يقرر الناتكاداو أنه لا بدّ أن يتزوّج هذا النات -وإن كان متزوّجًا من قبل- إذ لن يتركه النات في سلام حتى يتزوّجه، فإذا تزوّجه ينتهي العذاب الذي يسببه له. زواج النات بالناتكاداو يتمّ في مراسم دقيقة جدًا تسمّى ليبياتيك. في هذه المراسم يحدد الناتكاداو النات الذي يريد أن يتزوّجه ثم يستسلم له. تستعمل في هذه العملية المرايا لتوقع الروح التي تترك صاحبها. وحين تخرج الروح، يأخذ مكانَها الناتُ من فوره. فإذا تمّ التحوّل، رقص الناتكاداو محتفلًا بزواجه بنات.
كما ذُكر سابقًا، هؤلاء الناتكاداوات أساسيّون في كل مهرجان ناتيّ أو ناتبو. تُعقد المهرجانات الناتيّة (الناتبوات) في أوقات محددة من العام، أو إذا حدثت مناسبة خاصة. لهذه المهرجات بنية متشابهة وتسلسل للأحداث. تتضمّن هذه المهرجانات دائمًا أوركسترا وكثيرًا من الرقص. أوّل خطوة في هذه الاحتفالات هي التبرّع بالقرابين، التي تتألف عادة من جوزة هند، وموز وفواكه وأوراق ورزّ. تجهَّز هذه القرابين حتّى تستدعي النيتان إلى المهرجان. يقوم الناتكاداو بشعيرة الاستدعاء. فإذا حَضر النيتان، أُولِمَت وليمة معهم. بعد هذا يُجرى مهرجان توديع يودّع فيه الجميع النيتان.

## العلاقة بالبوذيّة
يرتبط اليوم اللدين البورمي الشعبي والبوذيّة ارتباطًا قريبًا جدًا. وكثيرًا ما تُشاهَد قرابين بوذيّة وأضرحة ناتيّة بجانبها. تختلف في بورما درجات الاعتماد على النيتان أو العقيدة البوذيّة. وتتنوّع المعتقدات والممارسات للدين الشعبي كثيرًا في بورما، فيصعب تعريف هذا الدين بدقّة. أجرى عدّة باحثين في القرنين التاسع عشر والعشرين دراسات ميدانية في قرى بورما، وظهرت نتائجهم في منشوراتهم ومنشورات آخرين وكتبهم. ومع صعوبة تحديد المعتقدات الدقيقة والشعائر، فقد وجد الأنثروبولوجيون هؤلاء عدة نزعات عامّة تساعدنا على تشكيل صورة واضحة عن الدين البورمي الشعبي. في عدة أمثلة مُورِسَ الدين البورمي الشعبي جنبًا إلى جنب مع البوذية. ولم يكن نادرًا مشاهدة أُسَرٍ تملك في بيوتها أضرحة بوذية وأضرحة ناتيّة معًا. كذلك فقد وُجِد نُسّاك بوذيّون كثرٌ يؤمنون في الوقت نفسه بالنيتان. تضرب عدة اقتباسات من عدة باحثين في بورما أمثلةً عن العلاقة بين البوذية وعبادة النيتان.
«لا تشكّل البوذيّة إلا جزءًا صغيرًا أو معدومًا من حياة الناس اليومية»، فمع أن كلّ صبيٍّ بورميّ يجب أن يذهب إلى مدرسة النُّسّاك ويرتدي الثوب الأصفر، فإن حياته اليومية منذ الولادة حتى الزواج، بل حتّى عندما يلفظ أنفاسه الأخيرة في فراشه، ليس فيها إلا الشعائر والطقوس التي ترجع إلى الدين الشعبي، لا إلى المصادر البوذية. وإذا أصابت البورمي مصيبة اعتقدَ أنها من عمل النيتان، وإذا أراد أن يهمّ بأيّ أمرٍ جلَلٍ استرضى هؤلاء النيتان الذين يمثّلون العبادة القديمة تمثيلًا مباشرًا. حتى البونجي (النُّسّاك) أنفسهم يتأثرون كثيرًا بالشيوع الكبير للدين الشعبي الذي يرتكز عليه إيمانهم بالبوذية.»
الأسقف بيجاندت: «النُّسّاك عادةً هم أخبر الواشمين والمنجّمين والعرّافين. يؤمن البورميّ كثيرًا بتحققّ الأيّام المحظوظة وقليلة الحظ وبالاهتداء بخريطة أبراجه أكثر من إيمانه بفضائل الصدقات وفعالية عبادة الباغودا.»

«من الحقائق التي لا نكرانَ لها أن استرضاء النيتان سؤال يوميّ للبورميّ من أهل الطبقة الدُّنيا، أمّا عبادة الباغودا فهي فكرة تأتي مرة في الأسبوع» -ريتشارد كاناك تمبل.
يشترك تبجيل النيتان كذلك مع البوذيّة في عدة ممارسات. القرابين في البوذيّة شائعة متوقّعة. الأضرحة والمعابد التي تقدَّم فيها القرابين موجودة في الدينين البورمي الشعبي والبوذيّة. في كلا المعتقدين يُشاهَد حول البيوت تماثيل لعدة آلهة. يختلف الدين الشعبي البورمي بشكل كبير في مفهوم الروح عن البوذية. لا يؤمن البوذيون بروح تغادر مع موت صاحبها، بل بوعيٍ يحوَّل إلى إنسانٍ جديد (يولد الوعي من جديد في إنسان آخر). خلافًا لهذا يؤمن البورميون أن الروح قد تغادر الجسم الذي تسكنه. تُصَوَّر الروح في هيئة فراشة تسمّى ليبيا. تترك الروح صاحبها عادة في الأحلام أو عندما يمرض أو يموت. فإذا أفاق أحد في منتصف حلمه، فيُقال إن الروح لا ترجع إليه مباشرة. إذا حاول صاحب الروح أن يعيش بلا روحه فإنه يموت. عندما يموت أحد، يُدعى صائدو الفراشات عادةً ليحاولوا إمساك الروح التي هامت بعيدًا.
يلاحظ ميلفورد سبيرو اختلافًا مهمًا في مفهوم المعاناة بين الدين البورمي الشعبي والبوذية. يعتقد البوذيون أن المعاناة تأتي من الكارما السيئة (التي يراكمها المرء من حياته الماضية) وأن هذه الكارما لا يمكن أن تتحسن حتى الحياة التالية. خلافًا لهذا يُرجع الدين البورمي الشعبي المعاناة إلى أرواح مؤذية شريرة. هكذا يتحرر الذين يعانون من الملامة على أفعالم السيئة التي فعلوها في حياتهم الماضية. إذ هم لم يفعلوا أي خطأ، ولكن عليهم أن يتعاملوا مع إزعاج النيتان. يتيح الدين الشعبي كذلك علاجًا للمعاناة، في شكل مساعدة خارقة من أناسٍ سحريين أو في شكل قرابين للأرواح.
تقدّم الشعائر الدينية الشعبية جانبًا للحياة مختلفًا عن الذي تقدمه الشعائر البوذية. تتألف الشعائر البورمية الشعبية من أنواع كثيرة من الاحتفالات تتضمن كلها الغناء والرقص والشرب والبهجة، وهو المهرجانات الناتية. هذه الاحتفالات سبُلٌ لمساعدة الناس على التخلّي والاستمتاع. هذه الفكرة عن علاج التوتر والانخراط في مباهج متنوعة مختلفة كثيرًا عن العقيدة التقليدية للبوذية التي تشجّع التخلّص من كل الشهوات. يكون هذا التخلص عادة بالصيام أو بالتأمّل العميق في معبدٍ هادئ. فالشعائر البوذيّة تختلف اختلافًا صارخًا في طريقة تحصيل الوعي الديني.
تتنوع المعتقدات الدينية تنوعًا كبيرًا بين القرى المُفرَدة. فإلى جانب النيتان السبعة والثلاثين الذين تعبدهم كل هذه القرى، نيتانٌ محلّيّون يختلفون بين القرى. وبالإضافة إلى هذا فإن فكرة أن الإنسان قد يتحول بموته إلى ناتٍ تتضمّن وجود نيتان كثرٍ يمكن أن يُعْبَدوا. فعند بعض القرى النيتان هي كل شيء تقريبًا. إذ يمكن أن يكونوا أسلافًا، أو في الطبيعة، أو أشياء حامية، ...إلخ. وفي قرى أخرى يكون النيتان أقل بروزًا، ولكن لا يزالون أساسيين في المجتمع القروي.
يوجَد في الأجزاء القبَليّة من بورما معنى قويّ للدين الشعبيّ. في هذا المثال، لا وجود للكائن الإلهي، ويمارَس الدين الشعبي بانفصال تام عن البوذيّة. في هذه المجتمعات القبليّة يُنظَر إلى كل النيتان على أنهم ضارّون، لا كما في بقية القرى حيث يُدعى النيتان للمشاركة في المهرجانات. يُصَبّ الجهد الأكبر في هذه القبائل على صدّ الأرواح الشرّيرة، لا على تقديم القرابين والأطعمة للنيتان. لا تريد هذه القبائل إلا أن تُكفى شرّ الأرواح الشرّيرة الضارّة.